# Tim Brown (American football)
Tim Brown (Dallas, 22 juli 1966) is een Amerikaans voormalig American football-Wide receiver, Hij speelde van 1988 tot 2004 in de NFL, bij de Los Angeles Raiders (1988 tot 2003) en de Tampa Bay Buccaneers (2004). Brown studeerde aan de Notre Dame universiteit waar hij in 1987 de Heisman Trophy won. Brown werd in 1988 als zesde gekozen in de draft. Brown werd in 2015 opgenomen in de Hall of Fame en wordt erkend als een van de beste wide receivers ooit.

## Jeugd
Voordat Brown vertrok naar Notre Dame speelde hij bij de Woodrow Wilson middelbare school in Dallas, waar tevens de Heisman Trophy-winnaar van 1938, Davey O'Brien gespeeld had, toen Brown in 1987 de Heisman won werd de Woodrow Wilson middelbare school de enige school in het land die 2 Heisman winnaars geproduceerd heeft. Brown werd tijdens zijn middelbareschoolcarrière gerekruteerd door verschillende universiteiten, zoals de Notre Dame-universiteit, Universiteit van Oklahoma, Universiteit van Nebraska en de Universiteit van Iowa. Uiteindelijk koos Brown voor de Notre Dame-universiteit die zich in de staat Indiana bevindt. Brown was tijdens zijn middelbareschooltijd ook een succesvol sprinter, hij won meerdere keren het staats-kampioenschap op de 400 meter sprint.

## Universitaire carrière
Brown speelde van 1984 tot 1987 voor de Notre Dame Fighting Irish, het football-team van de Notre Dame universiteit, hij kreeg al snel de bijnaam Touchdown Timmy. In zijn eerste jaar verbrak hij het freshman record voor gevangen passes (28). Als junior zette hij het all-purpose yard record (1937 yards). In 1987 was Brown offensief gezien een alleskunner, hij had 254 rushing yards en scoorde twee rushing touchdowns, hij ving 45 passes die 846 yards opleverden, hij had ook nog eens 401 punt return yards, ook bij kick-offs was Brown niet te stoppen, hij had 23 kickoff returns waarmee hij 456 yards en acht touchdowns behaalde. Door deze prestaties ontving hij later de Heisman Trophy.
Brown eindigde zijn carrière bij Notre Dame met 137 gevangen passes die goed waren voor 2493 yards, Brown had ook een school record gevestigd met 5024 all-purpose yards en 22 touchdowns.
Brown werd twee keer opgenomen in het College Football All-America Team en won de 1987 Heisman Trophy, hij was de eerste wide receiver ooit die de prijs ontving.
Toen Brown de universiteit verliet had hij 19 schoolrecords gevestigd. In 1989 werden Brown en Davey O'Brien opgenomen in de Woodrow Wilson middelbare school Hall of Fame. In 2009 werd Brown opgenomen in de College Football Hall of Fame. In januari 2012 ontving hij de zilveren award van de NCAA om zijn universitaire en professionele prestaties te eren.

## Professionele carrière
Brown werd in 1988 als zesde gekozen in de draft door de Los Angeles Raiders, in zijn eerste NFL seizoen leidde hij de competitie in kickoff returns, return yards, en yards per return gemiddelde. Het duurde wel een tijd voordat Brown gewend was aan het snelle spel van de professionele competitie omdat hij in zijn eerste 5 seizoenen maar 147 passes ving. Daarna had Brown 9 seizoenen lang 1000 yard seizoenen. Brown had een zeer succesvolle carrière hij werd 9 keer verkozen tot Pro Bowler, en zou later zelfs met de beste receiver ooit, Jerry Rice, spelen. In 2002 verbrak hij het gespeelde wedstrijden record van Gene Upshaw, Brown speelde in 224 wedstrijden. Hij zette meerdere Raiders records zoals. Meest gevangen passes, receiving yards, en punt return yards.
In 2015 werd Brown opgenomen in de Hall of Fame.

## Pensioen
Brown stopte in 2004 met spelen en was daarna te zien in de film Little Giants, tegenwoordig is Brown presentator van het tv-programma FSN Pro Football Preview dit doet hij met andere oud-spelers Jason Sehorn en Eddie George.
Sinds 2013 is Brown ook voorzitter van de indoor-football club Texas Revolution, Brown is af en toe ook analist voor ESPN als ze College football uitzenden.